# Popielewo (gromada)
Popielewo – dawna gromada (najmniejsza jednostka podziału terytorialnego Polskiej Rzeczypospolitej Ludowej w latach 1954–72) z siedzibą GRN w Popielewie.
Gromady, w których gromadzkie rady narodowe (GRN) były organami władzy najniższego stopnia na wsi, funkcjonowały od czasu reformy reorganizującej administrację wiejską przeprowadzonej jesienią 1954 do momentu ich zniesienia z dniem 1 stycznia 1973, tym samym wypierając organizację gminną w latach 1954–1972.
Gromadę Popielewo  z siedzibą GRN w Popielewie utworzono – jako jedną z 8759 gromad na obszarze Polski – w powiecie białogardzkim w woj. koszalińskim na mocy uchwały nr 43/54 WRN w Koszalinie z dnia 5 października 1954. W skład jednostki weszły obszary dotychczasowych gromad Popielewo, Brusno, Kocury i Ogrodno ze zniesionej gminy Połczyn-Zdrój w tymże powiecie. Dla gromady ustalono 14 członków gromadzkiej rady narodowej.
1 stycznia 1958 gromadę włączono do powiatu świdwińskiego w tymże województwie.
31 grudnia 1971 gromadę Popielewo zniesiono, a jej obszar włączono do gromady Połczyn-Zdrój w tymże powiecie.